# Condado de Dallas (Texas)
O Condado de Dallas (em inglês:  Dallas County) é um dos 254 condados do estado norte-americano do Texas. A sede e cidade mais populosa do condado é Dallas. Foi fundado em 30 de março de 1846 e seu nome é uma homenagem a George Mifflin Dallas (1792-1864), vice-presidente dos Estados Unidos entre 1845 e 1849.
Com pouco mais de 2,6 milhões de habitantes, de acordo com o censo nacional de 2020, é o segundo condado mais populoso do estado, atrás do Condado de Harris, e o nono mais populoso do país. No Condado de Dallas vive 9% da população total do Texas.

## Geografia
De acordo com o Departamento do Censo dos Estados Unidos, o condado possui uma área de 2 353,1 km², dos quais 2 261,2 km² estão cobertos por terra e 91,9 km² (3,9%) por água.

## Demografia
Segundo o censo nacional de 2020, o condado possui uma população de 2 613 539 habitantes e uma densidade populacional de 1 155,8 hab/km². Seu crescimento populacional na última década foi de 10,4%, abaixo da média estadual de 15,9%. É o segundo condado mais populoso do Texas e o nono mais populoso dos Estados Unidos. É também o condado mais densamente povoado do estado.
Possui 1 038 656 residências que resulta em uma densidade de 459,3 residências/km² e um aumento de 10,1% em relação ao censo anterior. Deste total, 7,0% das unidades habitacionais estão desocupadas. A média de ocupação é de 2,5 pessoas por residência.
Desde 1900, o crescimento populacional médio do condado, a cada dez anos, é de 34,8%.